# Богуши (Малаховецкий сельсовет)
Богуши́ (бел. Багушы) — деревня в Барановичском районе Брестской области Белоруссии. Входит в состав Малаховецкого сельсовета. Население — 98 человек (2019).

## География
К западу от деревни река Прудка впадает в реку Мышанка.

## История
В 1897 году в Ястрембельской волости Новогрудского уезда Минской губернии. С 1921 года в гмине Ястрембель Барановичского повета Новогрудского воеводства межвоенной Польши.
С 1939 года в составе БССР. С 15 января 1940 года в Городищенском районе Барановичской, с 8 января 1954 года Брестской областей, с 25 декабря 1962 года в Барановичском районе.
С конца июня 1941 по июль 1944 года была оккупирована немецко-фашистскими захватчиками. На фронтах войны погибло двое односельчан.
До 26 июня 2013 года входила в состав Утёсского сельсовета.

## Население
| Численность населения (по переписи) | Численность населения (по переписи) | Численность населения (по переписи) | Численность населения (по переписи) | Численность населения (по переписи) | Численность населения (по переписи) | Численность населения (по переписи) | Численность населения (по переписи) |
| 1897                                | 1909                                | 1921                                | 1939                                | 1959                                | 1999                                | 2009                                | 2019                                |
| ----------------------------------- | ----------------------------------- | ----------------------------------- | ----------------------------------- | ----------------------------------- | ----------------------------------- | ----------------------------------- | ----------------------------------- |
| 507                                 | ↗563                                | ↘222                                | ↘207                                | ↘179                                | ↗209                                | ↘165                                | ↘98                                 |